# Петушки (Орловская область)
Пету́шки — село в Новосильском районе Орловской области России. Входит в состав Пету́шенского сельского поселения.

## География
Расположено в устье речки Дични при впадении её в Пшевку, в 10 км от Новосиля.

## История
Происхождение названия села не известно. Есть несколько мнений: петушки — небольшие холмы, возвышенности; задиристые люди, проживающие в данной местности; от фамилии или прозвища первого переселенца или владельца; а может от ремесла жителей в свободное от сельхозработ время, занимающихся изготовлением различных изделий методом плетения: плету́(ю)шек, упрощённо-перешедшее в ойконим пету́шки с ударением но вторую гласную букву. О времени возникновения поселения сведений не сохранилось. Но в Большой биографической энциклопедии (С.- Петербург, 2001 г.) за 1670-й год и в книге Владимира Неделина "Древние города земли Орловской" за 1672-й год упоминается Новосильский воевода Пятово (фамилия от слова пятый — в семье) Иван Лаврентьевич (Ларионович). Возможно это могла быть вновь поселённая его деревенька, со временем изменившая своё название от фамилии. В 1748 году в селе уже существовал деревянный храм во имя св. великомученика Георгия Победоносца. В 1838 году построена каменная церковь, а через тридцать лет пристроена каменная колокольня. До этого пользовались колокольней древней деревянной церкви. Приход состоял из самого села и деревень: Хутор (при речке Дичня), Ворогушино, Песочное (Песковатое, с 1899 года самостоятельное село с церковью во имя того же святого). В селе существовала земская и церковно-приходская школы. До 2011 года в селе существовала начальная школа.

## Население
| 1857 | 1859 | 1915  | 2002 | 2010 |
| ---- | ---- | ----- | ---- | ---- |
| 915  | ↘887 | ↗1745 | ↘198 | ↘120 |

В 1857 году в селе насчитывалось 915 прихожан: военного ведомства – 52; купцов, мещан – 10, крестьян казённых – 853 и 90 дворов. В 1915 году — 1745 человек и 236 дворов.